# Kostel Nejsvětější Trojice (Kameničky)
Barokní kostel Nejsvětější Trojice se nachází v centru obce Kameničky v okrese Chrudim. Areál kostela je spolu s ohradní zdí, márnicí a sochami světců chráněn jako nemovitá kulturní památka ČR.

## Historie
Současný jednolodní barokní kostel Nejsvětější Trojice byl postaven v letech 1764–1766 na místě původního dřevěného kostela nákladem majitele panství, hraběte Filipa Kinského. V roce 1830 byla přistavěna věž a kruchta, oprava proběhla v letech 1945–1950.
Kostel je poprvé zmiňován v roce 1350 ve výčtu litomyšlského biskupství jako farní kostel. Po roce 1620 byl filiálním kostelem k Hlinsku. Roku 1786 byla zřízena lokalie a roku 1855 fara.

## Popis
Barokní kostel Nejsvětější Trojice je postaven na vyvýšeném návrší u rozcestí silnic v obci Kameničky.
Jednolodní kostel je obklopen téměř kruhovou omítanou ohradní zdí bývalého hřbitova s čtvercovou márnicí. Vstup do areálu hřbitova a kostela vede jednoduchou pilířovou bránou s mřížovými vraty, přístupnou od silnice po kamenném schodišti. Před schodištěm se nachází pískovcový krucifix. Další sochy svatého Floriána a svatého Jana Nepomuckého se nacházejí uvnitř areálu bývalého hřbitova po stranách vstupu do kostela.
Na západní straně kostela byla v roce 1830 částečně vestavěna čtvercová věž s mansardovou oplechovanou helmicí. Na východě kostel uzavírá obdélné, odsazené, téměř čtvercové kněžiště s šestibokým sanktusníkem na střeše. Za ním je k východu ještě přistavěna obdélná sakristie. Střecha má plechovou krytinu. 
Všechna nároží, kromě západního u lodi i věže, jsou okosená s bílými lisenami. Fasáda je zbarvena okrově. Hlavní římsa je slabě profilovaná. Okna s kamenným ostěním jsou obdélná, zaklenutá stlačeným obloukem. Do lodi vedou čtyři na jižním a tři na severním boku. Kněžiště osvětluje vždy jedno okno ze severní i jižní strany.  
V jižním boku kostela je uprostřed vchod do kostela s kamenným ostěním, dvakrát uchově zalomeným s páskem na okraji. 
Věž vystupuje nad střešní rovinu zvonovým patrem, do něhož vedou ze tří stran polokruhem zaklenutá okna s kamennými šambránami, členěnými sokly, klenákem a patkami. Okna jsou uzavřena bedněnými okenicemi s žaluziemi. Na severním boku kostela je u věže prostý vchod na kruchtu. 

## Galerie

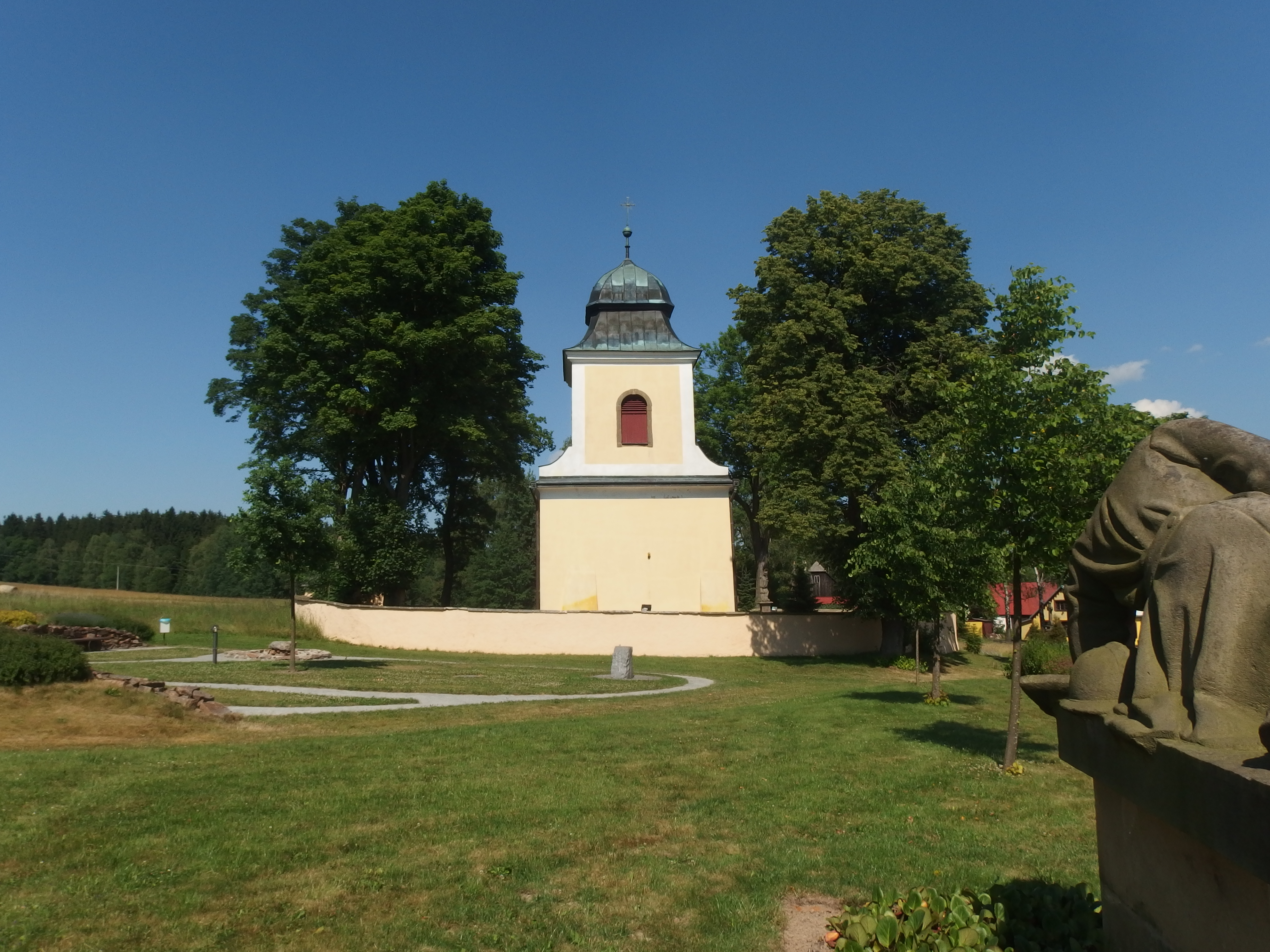
Kostel Nejsvětější Trojice v Kameničkách
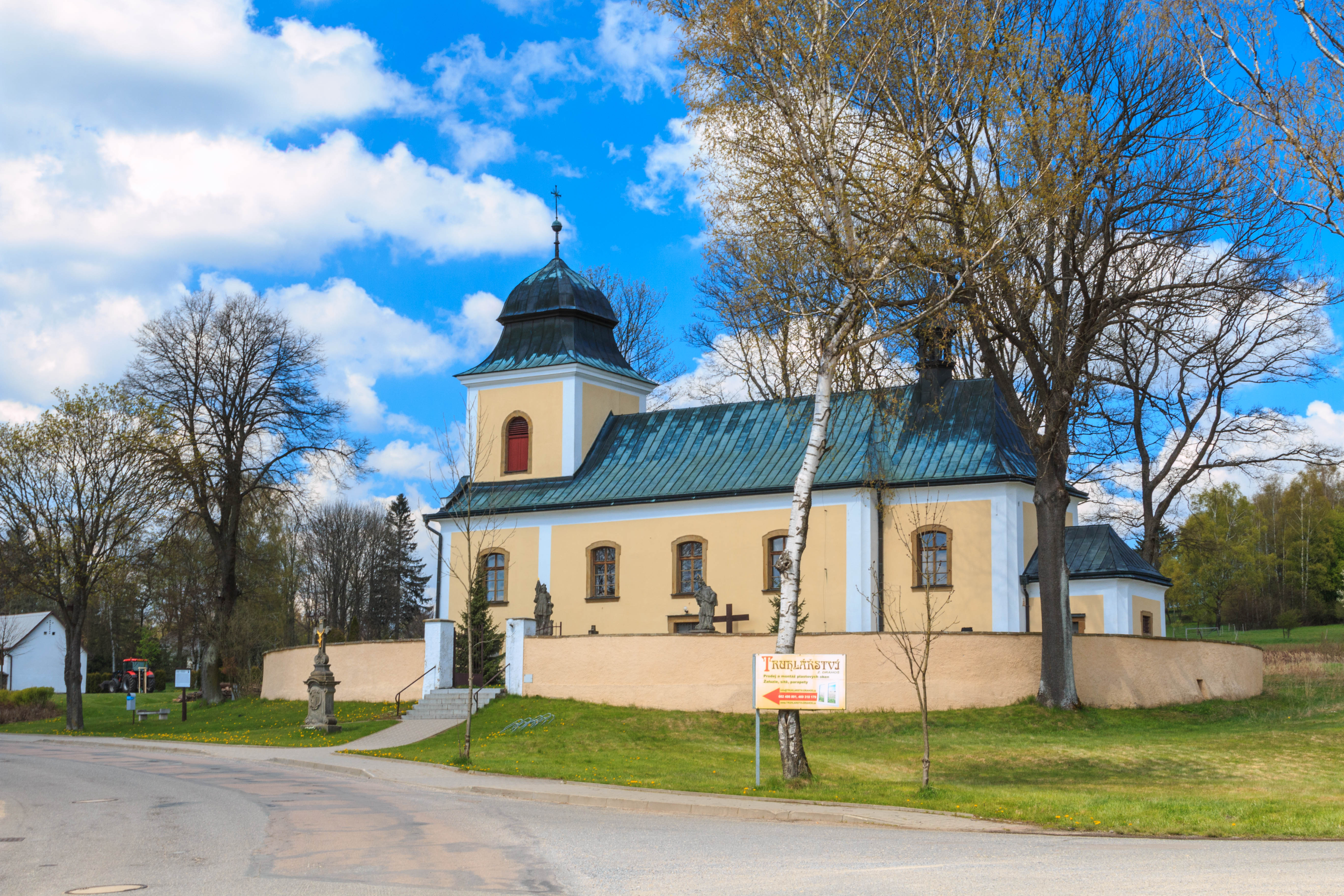
Kostel Nejsvětější Trojice v Kameničkách
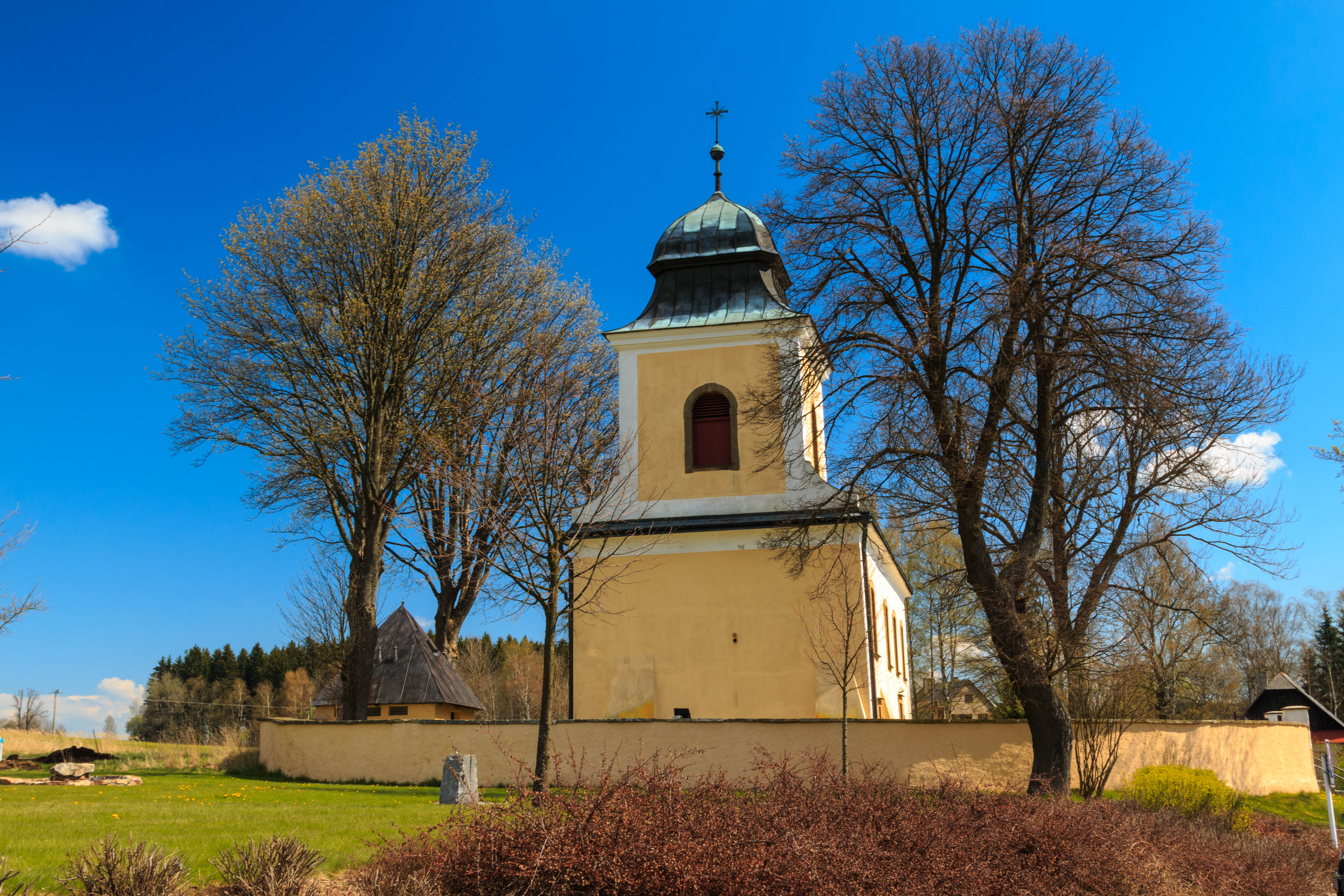
Kostel Nejsvětější Trojice v Kameničkách
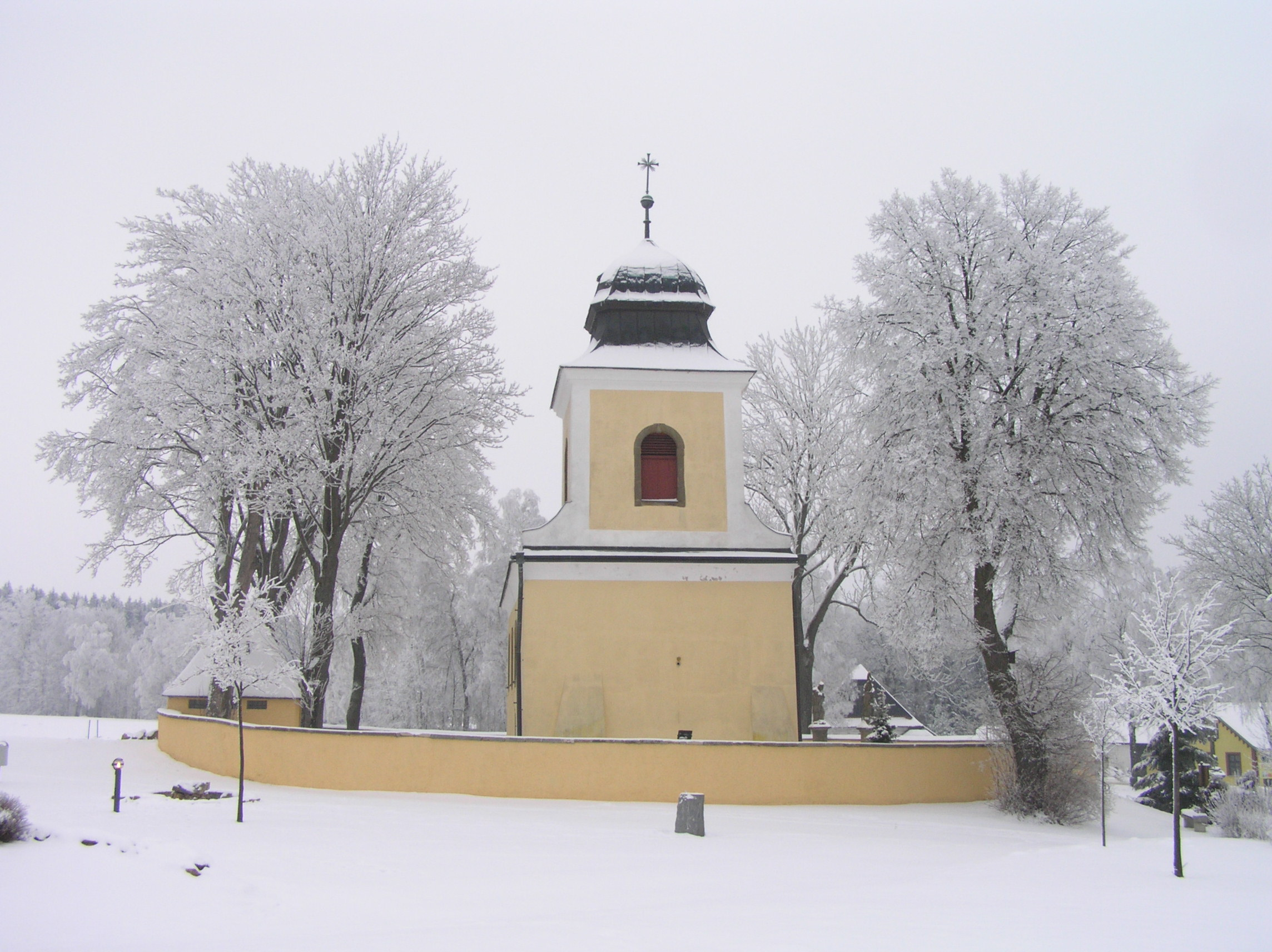
Kostel Nejsvětější Trojice v Kameničkách v zimě